# Geldingsmúli
Geldingsmúli är ett berg i republiken Island. Det ligger i regionen Austurland, 400 km öster om huvudstaden Reykjavík. Toppen på Geldingsmúli är 587 meter över havet.
Trakten runt Geldingsmúli är nära nog obefolkad, med mindre än två invånare per kvadratkilometer. Närmaste större samhälle är Reyðarfjörður, omkring 17 kilometer norr om Geldingsmúli. Trakten runt Geldingsmúli består i huvudsak av gräsmarker.